# Jerzy Artymiak
Jerzy Józef Artymiak (ur. 1 kwietnia 1962 w Żegocinie) – polski prawnik i wojskowy, pułkownik Wojska Polskiego, w latach 2012–2016 naczelny prokurator wojskowy i zastępca prokuratora generalnego.

## Życiorys
Jerzy Artymiak ukończył studia na Wydziale Prawa i Administracji Uniwersytetu Jagiellońskiego. W 1987 zaczął pełnić służbę w wojskowych jednostkach organizacyjnych prokuratury. W 1988 zdał egzamin prokuratorski i został zatrudniony w Wojskowej Prokuraturze Garnizonowej w Rzeszowie, gdzie zajmował kolejno stanowiska asesora, wiceprokuratora i prokuratora. W kwietniu 1999 przeszedł do Wojskowej Prokuratury Okręgowej w Warszawie. W latach 2003–2005 pełnił funkcję naczelnika wydziału nadzoru nad postępowaniem przygotowawczym, następnie kierował wydziałem postępowania sądowego tej prokuratury.
W grudniu 2007 Jerzy Artymiak awansował do Naczelnej Prokuratury Wojskowej i został jej rzecznikiem prasowym. W maju 2009 stanął na czele oddziału ds. przestępczości zorganizowanej. 3 lutego 2012 objął obowiązki naczelnego prokuratora wojskowego i zastępcy prokuratora generalnego. Zastąpił na stanowisku gen. Krzysztofa Parulskiego. Zakończył urzędowanie 29 lutego 2016.
Jerzy Artymiak jest żonaty, ma troje dzieci.

## Odznaczenia
- Brązowy Krzyż Zasługi – 2000[5]
- Srebrny Medal „Siły Zbrojne w Służbie Ojczyzny”
- Złoty Medal „Za zasługi dla obronności kraju”